# 京都府道256号山城総合運動公園城陽線
京都府道256号山城総合運動公園城陽線（きょうとふどう256ごう やましろそうごううんどうこうえんじょうようせん）は、京都府宇治市から城陽市に至る一般府道である。

## 概要
宇治市広野町から城陽市寺田に至る。
京都府立山城総合運動公園（太陽が丘）から城陽市街へ伸びる道路だけあって、周辺はゴルフ場などスポーツ関連施設が多い。開通当初は太陽が丘と国道24号を結ぶアクセス道路としての役割が強かったが、市道城陽宇治線と接続されたことにより、市道下居大久保線（カムループス通り）と一体となって、京都府南部地域および奈良方面から宇治市への玄関口としての役割が大きくなっている。線形もよく街路や歩道も整備されており、信号機や交差点の数も少ないため、通勤時間帯以外は比較的快適に走行できる。また、京奈和自動車道と宇治市を最短で結ぶルートでもある。なお、本道をトレース（太陽が丘内を通過）すると駐車料金を徴収される。
新名神高速道路の開通に向けて、城陽市富野の城陽橋が片側1車線から片側2車線に拡幅される予定である。

### 路線データ
- 起点：宇治市広野町（京都府立山城総合運動公園前）
- 終点：城陽市寺田（国道24号交点）

## 路線状況

### 道路施設

#### 橋梁
- 城陽橋（奈良線・国道24号、城陽市）

## 地理

### 通過する自治体
- 京都府
  - 宇治市 - 城陽市

### 交差する道路
| 交差する道路                    | 交差する場所 | 交差する場所   |
| ------------------------------- | ------------ | -------------- |
| 国道24号 京都府道69号城陽宇治線 | 寺田         | 城陽新池交差点 |
| 国道24号 / 大久保バイパス       | 寺田         | 終点           |

### 交差する鉄道
- 奈良線

### 沿線
- 京都府立山城総合運動公園（太陽が丘）
- 立命館宇治中学校・高等学校
- 城陽市立東城陽中学校
- サンガタウン城陽
- 東城陽ゴルフ倶楽部
- 城陽カントリー倶楽部
- 城陽市立体育館
- 京都府立城陽高等学校
- 城陽市立寺田南小学校
- NTT西日本 京都支店城陽別館
- アル・プラザ城陽
- JR西日本奈良線 長池駅